# Das verschwundene Testament der Alice Shadwell
Das verschwundene Testament der Alice Shadwell ist ein Abenteuerroman von Rainer M. Schröder. Es erschien im März 2004 im Arena Verlag.

## Genre
Das Buch ist ein typischer Abenteuerroman. Es spielt vor geschichtlichem Hintergrund, der sowohl im Buch selber erklärt wird, als sich auch auf den letzten Seiten des Buches in einer Zusammenfassung wiederfindet. Typisch für dieses Genre sind auch die romantischen Aspekte, wie eine Farm in der Weite Amerikas oder Liebeleien während eines Picknicks auf einer Insel eines Sees. Diese Mittel werden relativ häufig verwendet, sodass eine leicht zu lesende Romanze daraus wird.

## Handlung
Im Jahr 1772 reist Alice Shadwell mit dem Dreimaster Fair Wind zurück in ihre Heimat nach Virginia, auf ihren Familienbesitz Hickory Hill, da ihr Vater Henry verstorben ist und Alice ihr Erbe anzutreten gedenkt. Als Kind hatte sie diesen Ort zuvor in Richtung England zu Pflegeeltern verlassen müssen, da ihre Gesundheit das mildere Klima Englands besser vertrug.
Auch auf der Schiffsreise macht ihr ihre labile Gesundheit zu schaffen. Zwar versucht ihre Freundin und Gesellschafterin Ruth Campton – gemeinsam mit der Kammerzofe Sally Lee – alles, um Alice die Reise und die damit verbundenen Strapazen zu erleichtern, aber bald ist klar, dass Alice die Ankunft in Virginia nicht erleben wird. Da sie nicht will, dass die Plantage in die Hände eines entfernten und desinteressierten Verwandten fällt, schlägt sie Ruth einen Rollentausch vor: Diese soll sich als Alice Shadwell und Erbin von Hickory Hill ausgeben. Nach einigem Zögern erfüllt Ruth der Sterbenden diesen Wunsch. Alice’ Kammerzofe wird ebenfalls eingeweiht und verspricht gegen ein Entgelt, das ihr erst ein Jahr nach der Ankunft ausgezahlt werden soll, zu schweigen und Ruth zu dienen. Da sich mit dem 27-jährigen Richard Carrington auch der letzte Passagier der „Fair Wind“ bereit erklärt, den Tausch zu decken, stirbt an Bord offiziell Ruth Campton, während „Alice Shadwell“ wieder gesund wird. Ihr Testament, das sie Ruth als Sicherheit noch geben wollte, falls der Tausch doch auffliegt, bleibt jedoch verschwunden.
Auf der Plantage Hickory Hill sieht sich Ruth/Alice zunächst zahlreichen Problemen gegenübergestellt: Die Plantage ist verschuldet, die Sklaven wohnen in menschenunwürdigen Behausungen – was Alice zutiefst erschüttert –, ihr Verwalter Arthur Moore legt ihr ständig Steine in den Weg, der reiche Nachbar Charles Coleman macht ihr den Hof, Sally Lee möchte ihre Auszahlung endlich haben und zu allem Überfluss vermisst sie Richard Carrington, zu dem sie auf der „Fair Wind“ eine tiefe Bindung aufgebaut hat. Da sich Carrington allerdings monatelang scheinbar nicht meldet, nimmt sie schließlich den Antrag Charles Colemans an und heiratet ihn, obwohl sie mehr Freundschaft als Liebe für ihn empfindet und Carrington kurz vor der Hochzeit auftaucht und ihr seine Liebe gesteht.

Eine der Flaggen der Unabhängigkeitsbewegung 1775

Alice’ Ehe läuft zu Anfang noch recht harmonisch, aber schon nach kurzer Zeit zieht sich Charles von ihr zurück. Da er sie auch von den Geschäften ausschließt (er verkauft Hickory Hill ohne ihr Wissen an Carrington), langweilt sie sich und vereinsamt zunehmend, da politische Differenzen zwischen Charles und ihren besten Freunden, den O'Farrels, Besuche derselben unmöglich machen. Als sie dann auch noch herausfindet, dass Charles homosexuell ist und sie vermutlich nur geheiratet hat, um einen Erben zu bekommen, stellt sie ihn wütend und enttäuscht zur Rede. Hier erfährt sie, dass Charles über Arthur Moore – der Sally Lee schöne Augen gemacht hat – schon lange weiß, dass sie nicht Alice Shadwell ist. Er erpresst sie nun mit diesem Wissen und bindet sie so an sich, obwohl sie dieser Ehe gerne entkommen würde. In ihrer Verzweiflung und ihrer Suche nach Halt gibt sie ihrer Liebe zu Richard Carrington nach und beginnt eine Affäre mit ihm.
Währenddessen hat die amerikanische Unabhängigkeitsbewegung Fahrt aufgenommen: George Washingtons Armee sucht Männer und Richard Carrington gehört zu denen, die sich freiwillig melden, um für ihr Vaterland zu kämpfen. Die inzwischen schwangere Alice bleibt bei Carles zurück. Im Verlaufe der Kämpfe wird die Situation für die Königstreuen (zu denen Charles gehört) immer brenzliger und er plant seine Flucht. Obwohl er die sich sträubende Alice nicht liebt, will er sie mitnehmen, da sie seiner Meinung nach mit seinem Kind und Erben schwanger ist. Charles wird letztendlich auf der Flucht tödlich verletzt. Sterbend gibt er zu, Alice Shadwells Testament Arthur Moore (den er daraufhin tötete) abgenommen zu haben, der es seinerseits Sally Lee abgenommen hatte.
Nun aller Sorgen ledig, begibt Alice sich auf die Plantage der O'Farrels, wo sie auf Carringtons Rückkehr wartet, die einige Zeit nach der Geburt des gemeinsamen Sohnes auch erfolgt.